# Тафино
Тафино — село в Петровском районе Тамбовской области России. Входит в состав Красиловского сельсовета.

## География
Село находится в западной части Тамбовской области, в лесостепной зоне, в пределах Окско-Донской низменной равнины, на правом берегу реки Матыры, к югу от автодороги Р119, на расстоянии примерно 10 километров (по прямой) к юго-востоку от села Петровского, административного центра района. Абсолютная высота — 122 метра над уровнем моря.

## История
Село Тафино — одно из старейших сел Поматырья (Матыра (река) с богатой историей.
На территории села и близ него были обнаружены поселения людей эпохи бронзы (III-II тысячелетие до н. э.), раннего железного века (I тысячелетие до н. э.) ,остатки поселений 15-16 века нашей эры, собрана лепная керамика, относящаяся к Катакомбная культурно-историческая общность, Абашевская культура и Срубная культурно-историческая общность, а также гончарная керамика древнерусского времени. Археологические изыскания по берегам реки Матыра проводил  С. А. Гетманский  в 1982 году, на базе кафедры археологии и истории древнего мира ВГУ(Воронеж)
В первой половине XVII века, когда крымские и ногайские татары совершали опустошительные набеги на окраины Российского государства, между современными селами Тынково (Тамбовская область) и Тафино был «татарский перевал», брод.
Иван Федорович Гульшин, краевед, крупный исследователь истории Поматырья в книге «Знай и люби свой край» (2021) , в одной из статей писал:
«Укрепления на Матыре XVII века, комплекс оборонительных сооружений на реке Матыре,около современного села Яблоновец. Входили в состав Козловского участка Белгородской черты. Впервые укрепления появились здесь в 1645. В 10 км ниже Яблоновского острога на крутом берегу Матыры около деревни Тафино со стороны поля был насыпан земляной вал, охранявшийся местными служилыми людьми. В общую систему укреплений Козловского участка в районе Матыры входил земляной вал вдоль западных берегов рек Избердей и Сосновка. Частые татарские набеги в 1670-х привели к переводу сёл и деревень под защиту Белгородской черты и ликвидации укреплений по Матыре. ..»
На сайте Мичуринский краеведческий музей есть статья краеведа О.В.Сазонова о строительстве г.Козлова (Мичуринск) , в которой упоминается с.Тафино:
«...До построения города Козлова, в бассейне реки Воронежа, существовали крупные вотчины и поместья, принадлежащие светским и духовным феодалам. Один из героев - освободителей русского народа от польских интервентов 1612 года князь Д.М. Пожарский получил на реке Воронеже, недалеко от будущего места строительства города Козлова, в вотчину село Горетово, деревни Ярок, Казинки и Тарбеево. Западнее владений Пожарского по реке Воронежу располагались поместья братьев Вельяминовых, И. Бобрищева-Пушкина, вотчины Чудова и Ново-Спасского монастырей.
Вблизи города Козлова находилось 16 сел и деревень, в которых насчитывался 861 двор крестьян и 76 дворов бобылей. Кроме владений Дмитрия Пожарского, сюда входили такие поселения как Ратчина Поляна, Каликино, Доброе Городище, Хомутец, Богородицкое, Ладыгино, Семеновка, деревни Буховая, Панино, Тафино. Все они до 1636 года входили в Лебедянский и Ряжский уезды...»
Село Тафино упоминается в  Ревизские сказки 1719 года по Сокольскому уезду(г.Сокольск, 1647 год основания,  на момент написания статьи является частью города Липецк-Сокол), далее стал называться Липецкий уезд, по названию построенного в 1703 году города Липецк.
Однодворцы, служилые люди, преимущественно городовой службы,дети боярские переселялись в 17 веке из Сокольского, Рязанского ,Лебедянского уездов и других уездов.
Сохранились переписные книги  служилых людей 1700 года, стоявших на защите юго-восточных границ нашего государства, где  названы жители села : Авчинников, Анохин, Бочарников, Васильев, Вешняков, Готманов, Дехтярёв.Пекишев, Данилов, Гущин, Жихорев, Зимин, Иванников, Киреев, Кофонов, Кукушкин, Лаптев, Лунев, Морылев,Мухортой, Пикалов, Подкопаев, Потутенской, Савенков,Тепловодский, Трафимов, Филатов, Харламов, Шаталов, Шипилов, Шомуров, Юдин.
В статистических списках населённых мест 1862 года Тафино записывается  как «казённое село при реке Матыре по правую сторону транспортного тракта из г. Липецка в г. Тамбов.  Дворов - 120, в которых мужчин - 420, женщин - 431. Великоросы, земледельцы, душевой надел 2 десятины.  Матыра (река), пруд вблизи села и дубовый лес.Расстояние от центра уезда (Липецка) составляло 50 верст, до Тамбова 80.
В епархиальных сведениях 1911 года сказано, что деревянная холодная церковь Архистратига Михаила в Тафино была построена 1776 году на средства прихожан (была закрыта и разрушена в 1933-1939 годах XX века). Есть особо чтимая  Тихвинская икона Божией Матери, выписанная из Афона. Достоверно время открытия прихода не известно. Работала церковно-приходская школа, одноклассная, смешанная.  В селе было 192 двора, с населением 635 мужчин и 636 женщин.
В Государственный архив Липецкой области хранятся метрические книги 1781-1863 годов, Ревизская сказка V 1795 года, в Государственный архив Воронежской области РС 1745,1762,1816,1834 гг, ,более ранние сведения о селе в Российский государственный архив древних актов.
Переезд жителей в 60-80х годах XX века из села в близлежащие города привел к упадку старинного и процветавшего ранее,  населенного пункта.
В августе 2023 года в  журнале «Сельские зори»  была написана статья «Сяду в машину, уеду в Тафино. Как живут малые деревни Петровского округа» , где рассказано о жизни и проблемах а селе в  XXI века.
Осенью 2023 года активистами села было принято решение о строительстве памятной часовни на месте  стоявшей ранее церкви, в память о людях, которые стояли у истоков образования нашей большой страны и своим каждодневным титаническим трудом строили «фундамент» для нас, своих потомков.

## Климат
Климат умеренно континентальный, относительно сухой, с холодной продолжительной зимой и тёплым летом. Средняя температура воздуха самого холодного месяца (января) — −11,5 — −10,5 °C (абсолютный минимум — −39 °C); самого тёплого месяца (июля) — 19,5 — 20,5 °C (абсолютный максимум — 40 °С). Период с положительной температурой выше 10 °C длится 141—154 дня. Среднегодовое количество атмосферных осадков варьирует в пределах от 400 до 650 мм. Продолжительность залегания снежного покрова составляет в среднем 135 дней.

## Часовой пояс
Село Тафино, как и вся Тамбовская область, находится в часовой зоне МСК (московское время). Смещение применяемого времени относительно UTC составляет +3:00.

## Население
| 2010 |
| ---- |
| 66   |

## Половой состав
По данным Всероссийской переписи населения 2010 года в гендерной структуре населения мужчины составляли 39,4 %, женщины — соответственно 60,6 %.

## Национальный состав
Согласно результатам переписи 2002 года, в национальной структуре населения русские составляли 99 % из 84 чел.